# Masanobu Takayanagi
Masanobu Takayanagi (jap. 高柳 雅暢, Takayanagi Masanobu, geboren in Gunma) ist ein japanischer Kameramann, der unter anderem an Filmen wie Warrior und Silver Linings beteiligt war.

## Leben
Masanobu Takayanagi wurde geboren und wuchs auf in der Präfektur Gunma. Er studierte Linguistik an der Universität Tōhoku, aber sein wachsendes Interesse an der Kameraarbeit brachte ihn dazu, nach Los Angeles zu ziehen und an der California State University, Long Beach Film und Englisch zu studieren. Er setzte seine Ausbildung am American Film Institute fort und schloss sie mit dem Erhalt eines M.F.A. im Bereich der Kameraarbeit ab. Ab dem Jahr 2000 wirkte er an einigen Kurzfilmen mit, ferner war er als einfacher Kameramann und als Kameramann der Second Unit tätig. In dieser Funktion war er bspw. an Babel und State of Play – Stand der Dinge beteiligt. Chefkameramann bei beiden Produktionen war Rodrigo Prieto. Seit 2010 ist er regelmäßig als eigenständiger Kameramann tätig. Im September 2015 wurde er Mitglied der American Society of Cinematographers. 2003 wurde er von dieser mit dem ASC Heritage Award ausgezeichnet.

## Filmografie (Auswahl)
- 2009: Amar a morir
- 2010: Meet Monica Velour
- 2010: Promises Written in Water
- 2011: Warrior
- 2012: The Grey – Unter Wölfen (The Grey)
- 2012: Silver Linings (Silver Linings Playbook)
- 2012: The Punisher: Dirty Laundry (Kurzfilm)
- 2013: Auge um Auge (Out of the Furnace)
- 2015: True Story – Spiel um Macht (True Story)
- 2015: Spotlight
- 2015: Black Mass
- 2017: Feinde – Hostiles (Hostiles)
- 2020: Timmy Flop: Versagen auf ganzer Linie (Timmy Failure: Mistakes Were Made)
- 2021: Stillwater – Gegen jeden Verdacht (Stillwater)
- 2021: Schwanengesang (Swan Song)